# 秦家滩事件
秦家滩事件，同治回变爆发的标志性事件之一。
因为圣山砍竹事件，华州（今陕西省渭南市华州区）的回汉关系非常紧张，华州的团练见回民乡团北渡渭河，发现北方有点火放烟的情形。于是在同治元年（1862年）四月廿三，放火烧毁回民聚居的秦家滩村。四月廿四日，将秦家村并沿河回庄烧毁。华州、华阴团练烧毁秦家滩、乜家滩等沿渭一带回村。随后，陕西回汉冲突愈加升级，成为大规模的暴乱。